# Latvijas Gāze
Latvijas Gāze, és una empresa de gas natural de Letònia amb seu a Riga, que s'ocupa de la importació, transport, emmagatzematge i venda de gas natural. Té al seu càrrec el monopoli del mercat de gas natural a Letònia. Latvijas Gāze és propietària d'E.ON Ruhrgas International AG (47,2%), AAS Gazprom (34%) i SIA "Itera-Latvija "(16%).